# Tarek Oukid
Tarek Oukid (in arabo طارق وقي‎?; Annaba, 13 dicembre 1979) è un ex cestista algerino.

## Carriera
Con l'Algeria ha disputato i Campionati mondiali del 2002.